# Bファクトリー
Bファクトリー (B-factory) とは、B中間子と呼ばれるハドロンを大量に作り出す高エネルギー加速器施設および実験のことを指す。

## 概説
著名なBファクトリーには、高エネルギー加速器研究機構におけるKEKB加速器によるBelle実験、およびスタンフォード線形加速器センターにおける PEP-II 加速器によるBaBar実験の2つがある。BaBar実験は2008年4月7日に終了し、Belle実験は2010年6月30日に電子陽電子ビームの衝突頻度増強のために運転を停止した。
これらのBファクトリーでは、電子と陽電子を高いエネルギーに加速させた後、両者を衝突させて、中性B中間子とその反粒子である反B中間子の対を生成させる。
KEKB、PEP-II合わせてこれまでに10億以上のB中間子・反B中間子対が生成されている。衝突部には、測定器（KEKBではベル測定器、PEP-IIではBaBar測定器）が置かれ、生成したB中間子と反B中間子が短時間のうちに崩壊する様子のわずかな差が観測されて、B中間子におけるCP対称性の破れの詳しい探求が行われている。
これらの実験結果は、CP対称性についての小林・益川理論の正しさを証明し、小林誠と益川敏英は2008年のノーベル物理学賞を授与された。

## 目的
我々の宇宙における反物質の存在度が物質の存在度よりも圧倒的に小さいという非対称性の起源は、現代物理学の未解決問題のひとつであるが、この問題が、B中間子と反B中間子の崩壊の違いから説明されることが期待されている。
大量のB中間子及び反B中間子を作り出すためには、素粒子実験装置の高輝度化（バンチと呼ばれる、衝突粒子の高密度化）が必要。また、衝突点を精密にするための誘導コイルなどの高磁場化が必要である。超伝導技術の発展によって可能になったことは確かである。
具体的には質量が10.58GeVのウプシロン中間子、Υ(4S)を生成する。これがほとんどすべて荷電B中間子対か中性B中間子対にごく短時間で崩壊するので、このうちの中性B中間子と反粒子の振る舞いのわずかな違いを検出する。電子と陽電子のビームエネルギーはΥ(4S)の質量に調整されるが、B中間子対の違いの観測のため2つのビームエネルギーを非対称にして生成されるB中間子が高速で走るようにする。
B中間子自身も極めて短寿命で崩壊するので、その違いの検出は統計的に行うしかない。そのために、大量のB中間子対の生成が必要になる。